# Yves Gilart de Keranflech
Pour les articles homonymes, voir Keranflech.
Yves Michel Gabriel Gilart de Keranflech est un homme politique français né le 24 juin 1791 à Sibiril (Finistère) et mort le 7 janvier 1861 à Morlaix (Finistère).

## Biographie
Yves Gilart de Keranflech est le fils de Gabriel Marie René Gilart de Keranflec'h, avocat au Parlement mort en émigration, et de Marie Gabrielle Guillemette Hervé de Penhoat. Il épouse Eugénie Marie Perrine Robinet de La Touraille, petite-fille de Pierre-Louis Mazurié de Pennanech.
Substitut, puis procureur du Roi à Brest de 1818 à 1830, il démissionne après la Révolution de 1830.
Conseiller municipal de Morlaix, il est député du Finistère de 1848 à 1851, siégeant à droite, avec les monarchistes légitimistes.

## Sources
- « Yves Gilart de Keranflech », dans Adolphe Robert et Gaston Cougny, Dictionnaire des parlementaires français, Edgar Bourloton, 1889-1891 [détail de l’édition]
- Hippolyte Violeau, Un homme de bien : Yves-Michel-Gabriel Gilart de Keranflec'h, Paris, Ambroise Bray, 1861